# Piano Hartz
Il piano Hartz (in tedesco Hartz-Konzept) è la definizione dell'insieme di proposte della Commissione "Servizi moderni al mercato del lavoro" (Kommission für moderne Dienstleistungen am Arbeitsmarkt, anche chiamata Hartz-Kommission), che in Germania ha lavorato sotto la guida di Peter Hartz ed ha presentato la propria relazione nell'agosto 2002.
La commissione è stata istituita dal secondo governo di Gerhard Schröder. Ha fatto proposte per impostare in modo più efficiente il mercato del lavoro in Germania e riformare il collocamento. All'avvio di questo lavoro diede luogo la scoperta del fatto che l'Agenzia Federale per il Lavoro (Bundesanstalt für Arbeit) abbelliva le statistiche e aveva una grossa quantità di impiegati amministrativi (ca. 85.000) rispetto ai mediatori (ca. 15.000). L'obiettivo del piano Hartz era dimezzare nel giro di quattro anni il numero di disoccupati, che all'epoca era di 4 milioni.
Per agevolare l'iter legislativo, i provvedimenti vennero suddivisi in singole leggi per la riforma del mercato del lavoro con le sigle Hartz I, Hartz II, Hartz III e Hartz IV; le singole leggi sono entrate in vigore gradualmente tra il 2003 e il 2005. A partire dal 2006 sono state introdotte alcune modifiche, come ad esempio l'Arbeitslosengeld II (indennità di disoccupazione II).

## Commissione Hartz

### Composizione
La Commissione per i Servizi moderni al Mercato del Lavoro, insediata il 22 febbraio 2002, era formata da:
- Norbert Bensel, CdA DaimlerChrysler Services AG
- Jobst Fiedler, Roland Berger Strategy Consultants
- Heinz Fischer, resp. ufficio del personale Deutsche Bank AG
- Peter Gasse, segretario distrettuale IG Metall Nordrhein-Westfalen
- Peter Hartz, CdA Volkswagen AG, Presidente della Commissione
- Werner Jann, Università di Potsdam
- Peter Kraljic, Direttore della McKinsey & Company Düsseldorf
- Isolde Kunkel-Weber, segreteria nazionale ver.di
- Klaus Luft, AD della Market Access for Technology Services GmbH
- Harald Schartau, Ministro del lavoro e degli affari sociali, Qualificazione e Tecnologia della Renania Settentrionale-Vestfalia
- Wilhelm Schickler, presidente collocamento regionale dell'Assia
- Hanns-Eberhard Schleyer, segretario generale dell'Associazione Artigiani
- Günther Schmid, Wissenschaftszentrum Berlin für Sozialforschung
- Wolfgang Tiefensee, sindaco di Lipsia
- Eggert Voscherau, CdA BASF AG

## Proposte della Commissione
Il piano Hartz per la riforma del mercato del lavoro comprende 13 "moduli innovativi". Al centro della promozione del lavoro deve trovarsi la prestazione integrativa da parte del disoccupato. La commissione ha proposto i seguenti elementi:
1. Doppio ordine del cliente: chi cerca lavoro e datore di lavoro – servizio migliore per i clienti – Jobcenter. Gli uffici di collocamento assumono un nome che imita il modello inglese "JobCenter”. Oltre ai servizi prestati dal collocamento, i JobCenter prendono in carico anche la consulenza e l'assistenza svolta dall'ufficio per l'assistenza sociale, degli uffici per l'assistenza giovanile, alloggiativa, la consulenza per tossicodipendenze e debiti e sono l'interfaccia con l'agenzia di servizi relativi al personale (Personal-Service-Agentur (PSA). I mediatori del collocamento ora sono nominati gestori dei casi (Fallmanager), vengono liberati da compiti amministrativi e accessori e si concentrano sulla cura delle relazioni e sull'acquisizione di posti.
2. Intermediazione rapida che prende in considerazione la famiglia e aumenta la velocità della intermediazione.  I lavoratori hanno l'obbligo di informare immediatamente della possibile disoccupazione a seguito di un licenziamento, in modo che possa attivarsi tempestivamente un impegno di intermediazione. Una comunicazione ritardata comporta detrazioni all'indennità di disoccupazione. Diverse misure sono tese ad accelerare l'intermediazione e ad impostarla in modo tale da prendere in considerazione la famiglia. Disoccupati che hanno una famiglia a carico nell'intermediazione ricevono un trattamento privilegiato. Per una migliore conciliazione tra famiglia e lavoro vengono costruite capacità aggiuntive per l'assistenza ai bambini.
3. Nuova ragionevolezza/sostenibilità e volontarietà.   La ragionevolezza viene riformulata secondo criteri geografici, materiali, funzionali e sociali, ai fini dei quali conta anche la situazione famigliare. Così da un disoccupato giovane e solo si pretende di più per quanto riguarda la mobilità, di quanto viene richiesto ad un disoccupato che ha la responsabilità per famigliari. Se un disoccupato rifiuta un'occupazione, deve provare che l'occupazione rifiutata non era sostenibile. I periodi di sospensione del pagamento dell'indennità di disoccupazione vengono utilizzati in modo differenziato secondo le diverse casistiche.
4. Giovani disoccupati – Credito per l'apprendistato (AusbildungsZeit-Wertpapier).   I JobCenter assumono la responsabilità per una ricerca attiva di entrambe le parti per un posto di praticantato o apprendistato. Si vogliono sviluppare nuove professioni che prevedono l‘apprendistato. Va intensificata l'offerta di moduli di qualificazione delle professioni che già prevedono l'apprendistato per giovani disoccupati. Con il credito per l‘apprendistato (AZWP) si vogliono finanziare posti di apprendistato aggiuntivi. L'attuazione dell'AZWP avviene attraverso una fondazione di pubblica utilità.
5. Incentivazione di lavoratori più anziani e "BridgeSystem". Per superare la disoccupazione di lavoratori più anziani vengono proposti due percorsi: per una maggiore integrazione dei disoccupati più anziani nel mercato del lavoro, l'assicurazione sul reddito che sostituisce la preesistente assicurazione contro la disoccupazione, integra una parte della perdita di salario che si produce con l'assunzione in un posto di lavoro con un salario inferiore. Inoltre per i lavoratori anziani il contributo all'assicurazione contro la disoccupazione viene ridotto quando iniziano una nuova occupazione. Vengono ampliate le possibilità di lavoro a termine per i lavoratori anziani. D'altro canto attraverso il "BridgeSystem" i disoccupati anziani, su richiesta, a partire dai 55 anni possono rinunciare al sussidio di disoccupazione e all'assistenza del JobCenter. Invece del sussidio di disoccupazione ricevono una prestazione mensile calcolata senza spese aggiuntive e la protezione piena dell'assicurazione sociale.
6. Unificazione di indennità di disoccupazione e sussidio sociale.   Per evitare un aggravio amministrativo e mancanza di trasparenza e per migliorare la conciliazione e la responsabilità, in futuro chiunque riceva un sussidio viene assistito da un unico ente. Ci saranno tre tipi di prestazioni:
  1. Arbeitslosengeld I – indennità di disoccupazione I è una prestazione assicurativa finanziata con contributi, che per entità e durata coincide con le regole preesistenti
  2. Arbeitslosengeld II indennità di disoccupazione II è una prestazione finanziata dalla fiscalità, in funzione dello stato di bisogno, per garantire il sostentamento di persone disoccupate idonee al lavoro che spetta dopo l'erogazione dell'indennità di disoccupazione o quando non sussistono i requisiti per l'indennità di disoccupazione.
  3. Sozialhilfe – sussidio sociale che corrisponde al sussidio sociale per inabili al lavoro.
7. Bilancio occupazione – Sistema di bonus per le imprese.  Tutte le imprese sono invitate a dare seguito alla propria responsabilità per la garanzia e la creazione di posti di lavoro. I JobCenter e i KompetenzCenter (centro di competenza) sostengono le imprese e per questo offrono consulenza occupazionale nei settori del diritto del lavoro, dell'impostazione delle condizioni di lavoro, ecc. Le imprese con uno sviluppo occupazionale positivo ricevono un bonus nell'assicurazione contro la disoccupazione.
8. Costruzione di Agenzie di servizi relativi al personale (Personal-Service-Agenturen (PSA)) – Formazione continua contigua all'impresa/occupazione – Integrazione di persone per le quali è difficile l‘intermediazione.  La PSA è uno strumento per la riduzione della disoccupazione. L'obiettivo è di superare ostacoli all'impiego e la possibilità di reintegrare rapidamente i disoccupati nel mercato del lavoro primario con una nuova forma lavoro di temporaneo orientata all'intermediazione. Le PSA sono unità organizzative a sé stanti e lavorano per il collocamento e su suo incarico. L'obbligo del disoccupato di accettare un lavoro nella PSA risulta dalle regole e dalla ragionevolezza. Il rifiuto è legato a riduzioni della prestazione. Durante il periodo di prova, viene erogato un salario netto pari di importo pari all'indennità di disoccupazione, successivamente il salario contrattuale della PSA. Se un lavoratore passa in un rapporto di lavoro regolare, riceve il salario normale. Le limitazioni legislative della legge sul lavoro temporaneo vanno rimosse.
9. Nuova occupazione e riduzione del lavoro nero attraverso "Ich-AG" e "Familien-AG" ("Io-SpA" e "Famiglia-SpA") con copertura assicurativa piena – Mini-Job con contributi forfettari e lavoro domestico.  Con i due nuovi strumenti Ich-AG e Mini-Job vengono presentati nuovi strumenti per superare il problema del lavoro nero. La Ich-AG mira a ridurre il lavoro nero dei disoccupati, i Mini-Jobs mirano ridurre il lavoro nero nei servizi e nel lavoro domestico. La soglia di reddito per i Minijobs per il lavoro domestico va elevata a 400 Euro mensili, viene semplificata la riscossione dei contributi per l'assicurazione sociale (contributo forfettario per assicurazione sociale del 12%).
10. Personale –Controlling trasparente – Sostegno-IT più efficiente di tutti i processi – Struttura organizzativa – autonomia amministrativa – Attività di ricerca relativa al mercato del lavoro – Change Management.  L'Agenzia Federale (BA) per il lavoro opererà secondo un nuovo modello guida che diventa in un nuovo filo conduttore per ogni collaboratore e un nuovo piano di gestione del personale. All'interno della BA vengono impostati in modo diverso i rapporti di lavoro. Ci saranno molti cambiamenti: di questi fanno parte un regime unitario nuovo per il pubblico impiego, la gestione degli uffici di collocamento secondo risultati concordati o predefiniti, lo sviluppo del Controlling, il sostegno pervasivo di tutti i processo attraverso l‘IT e accesso pubblico a informazioni e servizi tramite Internet e enti di auto-informazione. La struttura organizzativa in futuro avrà due livelli: centrale e uffici di collocamento che rispondono alla domanda dei clienti attraverso i JobCenter. Inoltre in ogni Land viene istituito un KompetenzCenter.
11. Trasformazione degli uffici di collocamento regionali in KompetenzCenter per nuovi posti di lavoro e sviluppo dell‘occupazione – Avvio nei nuovi Länder (ex-DDR).  Gli uffici di collocamento regionali vengono trasformati in KompetenzCenter, i cui incarichi di politica occupazione sono finanziati dalla fiscalità. I KompetenzCenter mettono in rete e coordinano la politica economica e del mercato del lavoro anche oltre i limiti amministrativi. Offrono a Länder, capoluoghi di provincia, comuni, imprese e ordini soluzioni e risorse complementari. Fungono anche da interlocutore principale per le grandi imprese, sostengono i JobCenter nella consulenza di imprese piccole e medie, sono punti di collegamento nei confronti delle amministrazioni regionali, coordinano programmi di qualificazione interregionali e fanno ricerche sulle tendenze e il mercato e del lavoro.
12. Finanziamento delle misure per la riduzione della disoccupazione.  Attraverso il concetto di JobFloater il finanziamento della disoccupazione viene sostituito dal finanziamento del lavoro. Se un'impresa assume un disoccupato al termine del periodo di prova e crea un nuovo posto di lavoro, ha la possibilità di accedere ad un pacchetto di finanziamenti sotto forma di un prestito. Questa offerta vale per imprese piccole e medie nei vecchi e nei nuovi Länder. Con un nuovo JobFloater dell'importo di 100.000 Euro (50.000 Euro di credito di sostegno, 50.000 Euro di prestiti subordinati) e un'erogazione per 100.000 lavoratori all'anno risulterebbe la necessità di un finanziamento pari a 10 miliardi di Euro annui. Se nei prossimi tre anni il numero di disoccupati venisse ridotto di due milioni, in base a stime di massima basate sui canoni attuali si otterrebbe un effetto risparmio per un ammontare di 19,6 miliardi di euro per indennità e sussidio di disoccupazione – risorse che possono essere utilizzate per la promozione di Ich-AG o Familien-AG e nelle PSA.
13. Masterplan – Contributo dei "Professionisti della nazione".  Contro la disoccupazione devono agire non solo politici, sindacalisti e imprenditori o addirittura i disoccupati da soli, ma deve nascere una rete estesa di progetti concreti per la soluzione dei problemi legati alla disoccupazione, una rete alla quale dovrebbe partecipare il maggior numero possibile di persone con diverse sfere di attività. La commissione Hartz ha cercato di riassumere questo concetto nel termine "Profis der Nation"; si intendono praticamente tutti coloro che hanno delle attività: politici, collaboratori della BA, imprenditori e manager, funzionari sindacali e rappresentanti sindacali, rappresentanti delle associazioni economiche e datoriali, insegnanti, sacerdoti, giornalisti, artisti, responsabili di enti sociali, iniziative di disoccupati e gruppi di autoaiuto. Obiettivo della Commissione era di preparare decisioni sulla base di una discussione tra diversi esperti come consulenti del lavoro, politici e manager.

## Attuazione
Le proposte della commissione sono state realizzate in quattro fasi (da Hartz I a IV):

### Hartz I dal 1º gennaio 2003
Prima legge per servizi moderni al mercato del lavoro
Agevolazione di nuove forme di lavoro
Incentivazione della formazione continua attraverso l'Agenzia Federale per il Lavoro (FbW), introduzione dei voucher formativi
assegno di sussistenza (Unterhaltsgeld) dell‘Agenzia Federale
lavoro interinale con agenzie di personal service (Personal-Service-Agenturen - PSA)
Attraverso Hartz I, la legge sul lavoro interinale (Arbeitnehmerüberlassungsgesetz) è stata modificata in punti fondamentali: In particolare sono stati rimossi il divieto di limitazione (Befristungsverbot) il divieto di sincronizzazione (Synchronisationsverbot), il divieto di riassunzione (Wiedereinstellungsverbot) e la limitazione della durata del lavoro interinale a due anni. In questo modo in favore dei lavoratori interinali è stato stabilito per legge il cosiddetto principio di equiparazione (Gleichstellungsgrundsatz).
Questo principio afferma che i lavoratori interinali devono essere impiegati alle stesse condizioni del lavoratori a tempo indeterminato dipendenti dell'impresa utilizzatrice: stesso orario di lavoro, stessa retribuzione, uguale diritto alle ferie (cosiddetto trattamento "equal pay” e "equal treatment”). Un contratto tuttavia può stabilire norme in deroga, delle quali è già stato fatto uso; p.es. nel contratto dell'associazione datoriale dei servizi (Arbeitgeberverband Mittelständischer Personaldienstleister (AMP)) con la confederazione dei sindacati cristiani dei lavoratori temporanei (Tarifgemeinschaft Christliche Gewerkschaften Zeitarbeit)) e PSA o attraverso i contratti stipulati tra i sindacati della DGB con l'unione federale del lavoro temporaneo (Bundesverband Zeitarbeit (BZA) o l'associazione di interessi delle imprese tedesche del lavoro temporaneo (Interessenverband Deutscher Zeitarbeitsunternehmen (iGZ)). Eccezioni di costituzionalità sollevate da parte delle associazioni datoriali e dalle imprese di lavoro temporaneo contro il principio di equiparazione non hanno avuto successo.
Con queste modifiche il legislatore voleva aumentare la qualità e l'accettazione sociale del lavoro temporaneo. Sono entrate in vigore il 1º gennaio 2003.

### Hartz II dal 1º gennaio 2003
Seconda legge per servizi moderni al mercato del lavoro
La legge contiene disposizioni che in parte sono entrate in vigore solo successivamente.
Regolamento delle tipologie di impiego di occupazione marginali (geringfügiger Beschäftigung (Minijob e Midijob)) con effetto dal 1º aprile 2003.
Sono considerati dipendenti marginali colo che guadagnano fino a 400 Euro al mese, in precedenza erano 325 Euro.
Possono essere considerati dipendenti marginali anche coloro che hanno un orario di lavoro con più di 15 ore settimanali.
L'importo forfettario del contributo all'assicurazione sanitaria obbligatoria viene elevato dal 10% all'11% della retribuzione lorda.
Il datore di lavoro paga una tassa forfettaria pari al 2% della retribuzione lorda.
Ich-AG
istituzione dei Jobcenter

### Hartz III dal 1º gennaio 2004
Terza legge per servizi moderni al mercato del lavoro
Ristrutturazione dell'ente federale per il lavoro (Bundesanstalt für Arbeit (Arbeitsamt)) in Agenzia Federale per il Lavoro (Bundesagentur für Arbeit (Agentur für Arbeit))

### Hartz IV dal 1º gennaio 2005
Quarta legge per servizi moderni al mercato del lavoro
Unificazione dell'indennità di disoccupazione (Arbeitslosenhilfe) e sussidio sociale (Sozialhilfe (Hilfe zum Lebensunterhalt)) per persone idonee al lavoro nell'indennità di disoccupazione II (Arbeitslosengeld II (ALGII)) in parte ad un livello inferiore del preesistente sussidio sociale. Le prestazioni correnti del vecchio sussidio sociale erano inferiori nominalmente al tasso normale (vedi tabella sotto) della nuova ALGII, ma in caso di necessità venivano elevate anche a livelli superiori alla rispettiva ALGII. La prestazione normale mensile per una persona sola prima dell'introduzione di ALG II nei Länder occidentali era tra 287 € e 297 €, nei Länder orientali tra 282 € e 285 €, mentre la prestazione normale mensile dopo l'introduzione della ALGII dal 1º gennaio 2005 era di 345,00 € nell'ovest e di 331 € all'est. Le prestazioni una tantum del sussidio sociale in caso di necessità nella ALGII sono prevalentemente incluse nel tasso normale, in modo tale da non poterne più fare richiesta. L'ammontare originariamente previsto per la prestazione normale dell'ALGII secondo dichiarazioni di Peter Hartz era fissato a 511 Euro mensili e quindi largamente al di sopra del sussidio sociale. Inizialmente per gli indigenti che avevano esaurito il diritto all'indennità di disoccupazione veniva pagato un supplemento che nel primo anno di percezione della ALGII arrivava a 160 €, e nel secondo anno fino 80 €. Questo supplemento dal 1º gennaio 2011 è stato abolito completamente senza essere sostituito.
Entrambe le prestazioni sociali, nel caso di disoccupati idonei al lavoro vengono amministrati direttamente dall'agenzia per il lavoro (Agentur für Arbeit). Tuttavia 69 presidi e comunità (comuni e città capoluogo di provincia) ricevono la possibilità di assumere in proprio l'assistenza dei disoccupati di lunga durata (cosiddetta opzione comunale o modello di opzione Optionsmodell).
La durata dell'erogazione dell'indennità di disoccupazione proveniente dall'assicurazione contro la disoccupazione dal 1º febbraio 2006 viene ridotta ad un massimo di 18 mesi. Dopo una decisione della Große Koalition del 2007 le persone di età superiore ai 58 anni ricevono l'indennità di disoccupazione per 24 mesi se sono ottemperati i presupposti. Chi non ha (più) diritto all'indennità di disoccupazione I (Arbeitslosengeld I) riceve l'indennità di disoccupazione II (Arbeitslosengeld II), dove la concessione dell'indennità di disoccupazione II tiene conto del livello di reddito del richiedente e di determinati congiunti.
Dal 2005 il tasso normale per bambini tra 7 e 13 anni nelle famiglie Hartz-IV viene fissato al 60% (prima: 65%) del tasso normale di un adulto solo, per giovani tra i 14 e i 17 dal 2005 all'80% (prima dal 1955 90%) del tasso normale per un adulto solo. Giovani tra i 14 e 17 così ricevono tanto quanto un adulto appartenente al nucleo famigliare, prima ricevevano il 12,5% in più, dato che, in quanto adolescenti, gli veniva riconosciuto un bisogno maggiore ("bisogno legato alla crescita”, Wachstumsbedarf") rispetto agli adulti appartenenti al nucleo famigliare.

## Scostamenti
Il cancelliere in carica all'epoca, Gerhard Schröder, nella campagna elettorale del 2002 aveva promesso di mettere in pratica le proposte del piano Hartz, ma non è stato fatto.
Peter Hartz stesso era insoddisfatto dell'attuazione, affermando: "Non in tutto ciò su cui c'è scritto Hartz c'è dentro Hartz." . Nel libro pubblicato nel 2007 "Potere e impotenza " ha anche osservato: "è uscito un sistema attraverso il quale i disoccupati vengono disciplinati e puniti."
Scostamenti ci sono stati in questioni di dettaglio come i limiti di dimensionamento o il tetto dei contributi di assicurazione sanitaria, così come per strumenti come i Midi-Jobs, che non vengono citati esplicitamente nel piano Hartz. Nel 2006 sono state del tutto ritirate le Ich-AG e sostanzialmente modificate dal punto di vista funzionale le agenzie di service per il personale (Personal-Service-Agenturen).
Inoltre ci sono state modifiche continuative per quanto riguarda le condizioni di accesso e il diritto alla prestazione (SGB-II-Änderungsgesetz und Fortentwicklungsgesetz); vedi Arbeitslosengeld II.

## Effetti
L'Agenzia Federale per il Lavoro (Bundesagentur für Arbeit) ha valutato la momentanea riduzione della disoccupazione nel maggio 2006 come effetto positivo del piano Hartz. L'agenzia riconduce questa riduzione tra l'altro ad una maggiore assistenza ai disoccupati. Il numero dei disoccupati di lungo periodo nei due anni successivi è sceso di 700.000 unità a 2,3 milioni.
A seguito delle riforme Hartz-IV ci sono state proteste da parte di sindacati, enti assistenziali e della PDS; tuttavia la maggioranza dei sindacati ha condiviso le riforme. Anche gli enti assistenziali dopo l'entrata in vigore delle riforme hanno parzialmente modificato la posizione e figurano tra i sostenitori delle "occasioni di lavoro con compensazione delle spese in eccesso” Arbeitsgelegenheiten mit Mehraufwandsentschädigung (i cosiddetti "Ein-Euro-Jobs", ovvero "impieghi-da-un-euro”).

## Valutazione
Hermann Scherl, professore di politica sociale presso l'università di Erlangen, nell'agosto 2003 ha prognosticato invece della riduzione della disoccupazione di 2 milioni di unità prevista nella relazione Hartz, una riduzione pari al massimo a 400.000 disoccupati. Inoltre ha criticato le possibilità di abuso delle Ich-AG, mancanza di attrattiva dei Minijobs per disoccupati e beneficiari di assistenza sociale, la divisione di posti di lavoro regolari in diversi Minijobs, bassa fruizione degli effetti di trascinamento del Job-Floater e la deregolamentazione solo parziale del lavoro temporaneo. Ha lodato il riconoscimento politico del lavoro temporaneo, il miglioramento dell'intermediazione da parte dell'Agenzia Federale per il Lavoro e l'unificazione delle indennità di disoccupazione e di assistenza sociale.
L'economista Rudolf Hickel in un'intervista al telegiornale del 2 luglio 2004:
"Il motivo prioritario è soprattutto la riduzione della spesa sociale. Abbiamo una disoccupazione alta, abbiamo una spesa elevata dovuta alla disoccupazione. L'obiettivo prioritario è semplicemente il risparmio. Lo stesso ministro dell'economia ha dichiarato che la sfida più importante per i posti di lavoro è la crescita economica. Ma dalle leggi Hartz – questo lo sappiamo per certo – non partono impulsi per la crescita, in effetti piuttosto un aggravio. (…) Abbiamo calcoli sul fatto che alla fine potrebbero persino costare 100.000 posti di lavoro."
A causa della discriminazione in base all'età, la Corte Europea ha dichiarato nulla una parte delle leggi Hartz. Lavoratori oltre i 52 anni potevano essere reimpiegati solo con contratti a termine.

## Costi
Era previsto che con la riduzione delle prestazioni sociali sarebbe stato possibile ridurre le spese per lo Stato sociale a livello complessivo ma nel 2005 aumentarono dai 14,6 miliardi attesi a 25,6 miliardi, nel 2006 a 26,4 miliardi. Il tribunale federale sociale, a causa delle lamentele, annunciò che nel 2007 sarebbe stato istituito un collegio giudicante per casi Hartz, per definire dei principi guida.

## Critiche

### Limitazione del principio di sussidiarietà
Il principio di sussidiarietà è una massima universalmente riconosciuta, che attribuisce alla responsabilità privata la precedenza rispetto alla responsabilità dello Stato. Le leggi Hartz hanno leso questo principio limitando in modo rilevante la responsabilità sociale dei genitori per i propri figli e dei figli per i propri genitori, se questi non convivono in una comunità domestica. Come conseguenza, una comunità familiare fino ad allora convivente, che comprendeva almeno un potenziale beneficiario di Hartz-IV, poteva aumentare il proprio reddito complessivo usufruendo dei mezzi dati da Hartz IV se la persona interessata si trasferiva in un'altra abitazione, creando così una nuova comunità con i relativi bisogni. Secondo le regole Hartz non solo lo Stato pagava l'affitto aggiuntivo ma aumentava anche il diritto derivante da Hartz IV o addirittura si veniva a determinare questo diritto. Come conseguenza sono nate molte nuove comunità di bisognosi, aumentando in modo rilevante i costi di Hartz IV.

### Critica rispetto a tagli troppo alti
Contro l'introduzione delle leggi Hartz IV ci sono state proteste nelle manifestazioni del lunedì contro la riduzione dello Stato sociale nel 2004 (Montagsdemonstrationen gegen Sozialabbau 2004)
I sindacati criticarono l'eccessiva onerosità per i redditi bassi e medi invece dei redditi più alti e dei beneficiari di rendite. Affermarono che la disoccupazione non è una colpa ma a fronte della mancanza di posti di lavoro è un fenomeno di massa al quale non si può rispondere con la "punizione” dei disoccupati. Inoltre la disoccupazione non è riconducibile ad un problema di intermediazione o di mancanza di volontà, come dimostrato anche dal basso numero di posti vacanti rispetto al numero di disoccupati registrati, che sono i destinatari primari del piano Hartz. Viene fatto riferimento alla crescita bassa dell'economia, pur sempre positiva se confrontata con i livelli dell'economia mondiale. La perdita relativamente elevata di standard di vita con la disoccupazione di lunga durata è un elemento da tenere in particolare considerazione.

### Critica rispetto a tagli troppo bassi
Esperti di economia affermarono che il Piano Hartz non era abbastanza pervasivo ma rappresentava la strada "giusta". I favorevoli ai concetti Hartz sostengono la posizione che le persone per anni si erano abituate al fatto che lo Stato li sosteneva finanziariamente anche oltre le emergenze, affermando che le prestazioni sociali venivano date per scontate. Per questa ragione l'improvvisa riduzione dello Stato sociale veniva considerata da molti come particolarmente dura. Chiedevano in particolare ulteriori liberalizzazioni delle leggi sul lavoro.
Il governo federale spiega che il volume delle prestazioni di sostegno non diminuisce ma viene solo distribuita diversamente. Inoltre le agenzie per il lavoro in questo modo sono più vicine ai disoccupati e, senza dover passare da diversi enti, possono rendere più veloce l'intermediazione di lavoro.

### Criteri di sostenibilità
Sindacati e enti assistenziali criticarono in particolare la modifica delle condizioni di sostenibilità e di ragionevolezza introdotta con il Piano Hartz, che nella sostanza affermano che ogni lavoro, anche pagato meno del salario contrattuale o impieghi marginali, sia ragionevole o sostenibile. Temono effetti negativi sia sugli occupati che sulla congiuntura:
Se devono essere accettati posti di lavoro a prescindere dalla qualifica raggiunta, i livelli di qualificazione ottenuti vengono sminuiti, ovvero quando questa valutazione è in capo al rispettivo addetto delle agenzie.
Si crea pressione in particolare sulle fasce di reddito basse perché si può essere costretti a qualsiasi lavoro. Qui i sindacati temono la riduzione del salario e quindi un ulteriore indebolimento della domanda interna. Tutto il tessuto salariale può scivolare verso il basso.
La costrizione ad una mobilità in tutto il territorio nazionale poteva interferire con le strutture sociali e portare all'emigrazione in intere regioni, come l'ex-Germania dell'Est, soprattutto della popolazione più giovane e più mobile.
Anche se da parte del governo federale si parla del fatto che gli "impieghi-da-un-euro" devono nascere solo in settori altrimenti non coperti dal mercato o da enti pubblici, in particolare i sindacati e le imprese locali e medio-piccole e le associazioni economiche criticano queste regole.
Una divisione tra attività che non vengono offerte altrimenti e possibili settori di attività e servizi pubblici dipende in larga misura dalle rispettive condizioni delle prestazioni pubbliche.
Su rapporti di lavoro sovvenzionati di fatto, in questo modo può essere fatta concorrenza a enti e aziende esistenti ed essere esercitata pressione sulle rispettive retribuzioni in essere.

## Cronologia
- 22 febbraio 2002: il governo incarica la commissione;
- 16. agosto 2002: la commissione pubblica i risultati (proposte Hartz) a Berlino. Un CD con i risultati dei lavori viene consegnato dal presidente della commissione al cancelliere Schröder;
- 22 agosto 2002: viene presa la decisione del governo di attuare le proposte, con seguente elaborazione dei primi passaggi necessari;
- 23 dicembre 2002: viene varata la prima legge per servizi moderni al mercato del lavoro con entrata in vigore il 1º gennaio 2003, regolamentazione dell'entrata in vigore di altri punti
- 23 dicembre 2002: viene varata la seconda legge, che entra in vigore il 1º gennaio 2003, e viene regolamentata l'entrata in vigore di altri punti;
- 23 dicembre 2003: viene varata la terza legge, che entra in vigore dal 1º gennaio 2004, e viene regolamentata l'entrata in vigore di altri punti;
- 24 dicembre 2003: viene varata la quarta legge, che entra in vigore il 1º gennaio 2005, e viene regolamentata l'entrata in vigore di altri punti;
- 22 novembre 2005: la Corte Europea dichiara che la cosiddetta decisione Mangold (Mangold-Entscheidung) contenuta nella prima legge Hartz che limita la tutela dal licenziamento per le persone oltre i 52 anni di età non è conciliabile con la legislazione europea in quanto discriminatoria;
- 20 dicembre 2007: la Corte costituzionale dichiara anticostituzionali i Job center introdotti da "Hartz IV". Viene posto rimedio modificando l'articolo 91e della Costituzione il 21 luglio 2010 e con la legge per lo sviluppo della piattaforma sociale per le persone in cerca di occupazione del 3 agosto 2010;
- 27 gennaio 2009: il tribunale sociale (Bundessozialgericht, BSG) ritiene incostituzionali le prestazioni di riferimento per minori sotto i 14 anni e chiede un esame della Corte costituzionale. Viene posto rimedio con la legge per l'individuazione dei bisogni di riferimento e la modifica del secondo e dodicesimo libro del codice sociale del 24 marzo 2011;
- 9 febbraio 2010: la Corte costituzionale dichiara complessivamente incostituzionale la modalità di calcolo della prestazione di riferimento. Le disposizioni restano in vigore fino a nuova regolamentazione che il legislatore deve fare entro il 31 dicembre 2010. Viene posto rimedio con la legge per l'individuazione dei bisogni di riferimento e la modifica del secondo e dodicesimo libro del codice sociale del 24 marzo 2011;

## Critiche
Secondo i critici, parte dell'obiettivo dichiarato fu raggiunto attraverso una precarizzazione complessiva del lavoro di parte dei già occupati tedeschi, facendo così spazio ai disoccupati che di conseguenza perdevano parte del diritto ai sussidi per la disoccupazione, un'importante voce di spesa tedesca. La Germania abbatteva così la propria spesa pubblica e abbatteva i propri costi di produzione industriale acquisendo vantaggi competitivi rispetto ai paesi eurodeboli